# مدیریت انگ
افراد اعتقاداتی دارند که اساس نگرش‌ها و قضاوت‌ها را تشکیل می‌دهد و بر نحوه تعاملشان با دیگران اثر می‌گذارد. وقتی پایه و اساس اعتقادات معیوب باشد یا ریشه در اطلاعات غلط یا افسانه داشته باشد، نگرانی ایجاد می‌شود.
وقتی شخص به دلیل انگ اجتماعی رفتار ناعادلانه یا جدایی طلبانه دریافت می‌کند، اثرات آن می‌تواند مضر باشد. انگ‌های اجتماعی به عنوان جنبه ای از هویت فرد تعریف می‌شود که در یک بستر اجتماعی کم ارزش شده‌است. انگ‌ها را می‌توان به قابل مشاهده یا نامرئی طبقه‌بندی کرد. انگ‌های برجسته به خصوصیاتی از قبیل نژاد، سن، جنس، ناتوانی جسمی یا ناهنجاری مرتبط است، در حالی که انگهای نامرئی به خصوصیاتی مانند گرایش جنسی، هویت جنسیتی، وابستگی مذهبی، بارداری زودرس، بیماری‌های خاص یا بیماری‌های روانی اشاره دارد. وقتی افراد دارای انگهای نامرئی هستند، باید تصمیم بگیرند که آیا ارتباط خود را با یک گروه کم ارزش شده به دیگران نشان دهند یا نه. این تصمیم می‌تواند فوق‌العاده دشوار باشد، بسته به شرایط آشکار کردن انگ نامرئی می‌تواند مثبت یا منفی باشد. در مقابل، یک انگ مرئی برای کاهش تنش ارتباطی و تأیید انحراف از هنجار، نیاز به اقدام فوری دارد. افرادی که دارای انگ‌های قابل مشاهده هستند، اغلب از استراتژی‌های جبرانی برای کاهش تبعیض احتمالی بین فردی که ممکن است با آنها روبرو شوند استفاده می‌کنند.

### انگ در اختلالات روانپزشکی
نگرش‌های نگران کننده نسبت به افراد دارای اختلالات روانی در عموم مردم و حتی در بین متخصصان بهداشت روان گسترده‌است. در مطالعه ای که در هندوستان انجام شده‌است گزارش دادند که دو سوم از بیماران مبتلا به اسکیزوفرنی دچار تبعیض شده‌اند. زنان و افرادی که در مناطق شهری ساکن بودند بیشتر نژادپرستانه بودند. مردان در حوزه شغلی تبعیض بیشتری را تجربه می‌کردند، در حالی که زنان در خانواده مشکلات بیشتری را تجربه می‌کردند. در حوزه خانوادگی، تبعیض‌های ظریف در قالب کاهش عشق، اجتناب، رد کردن و دور شدن و احتیاط بیش از حد گزارش می‌شد. در اتیوپی، در میان اقوام افرادی که تشخیص بیماری اسکیزوفرنی یا اختلالات خلقی دارند، ۷۵ درصد گزارش دادند که به دلیل وجود بیماری روانی در خانواده، انگ را تجربه کرده‌اند و ۳۷ درصد نیز می‌خواستند این واقعیت را که یک بستگان بیمار داشتند، پنهان کنند.
بر خلاف افراد دارای ناتوانی جسمی، افراد مبتلا به اختلالات روانی اغلب توسط مردم درک نمی‌شوند و اینگونه در نظر گرفته می‌شود که می‌توانند اختلال خود را کنترل کنند و مسئول ایجاد آنها هستند. این دیدگاه که «ضعف»، «تنبلی» یا «عدم اراده» در ایجاد اختلالات روانی نقش دارد، در چندین کشور از جمله ترکیه، مغولستان و آفریقای جنوبی گزارش شده‌است. انگ افراد مبتلا به اختلالات روانی ممکن است منجر به اجتناب عمومی، تبعیض سیستماتیک و کاهش رفتار کمک کننده شود. در نظرسنجی انجام شده در سال ۱۹۹۶، بیش از نیمی از پاسخ دهندگان گزارش دادند که مایل نیستند یک عصرانه را برای معاشرت در کنار بیمار روانپزشکی داشته باشند یا یک عضو خانواده با شخصی که بیمار روان دارد ازدواج کند. در اکثر کشورها معلولان از مزایایی برخوردارند اما افراد دارای بیماری روانی معمولاً از چنین حقوقی مستثنی هستند. علاوه بر این، اختلالات روانی غالباً در طرح‌های بیمه اجتماعی و خصوصی برای مراقبت‌های بهداشتی در نظر گرفته نمی‌شود. گزارش شده‌است که شرم یکی از موانع اصلی در جستجوی کمک برای اختلالات روانی است.
راهکارهای مقابله با انگ در بیماران اختلالات روانپزشکی به سه گروه اعتراض، آموزش و تماس تقسیم شده‌است. شواهدی وجود دارد که نشان می‌دهد فعالیت‌های اعتراضی در کاهش رفتارهای انگ بر علیه افراد دارای اختلالات روانی مؤثر است. این رویکرد فعال گرایانه ممکن است در بعضی از کشورها کارآمدتر از سایر کشورها باشد. آموزش ممکن است درک بهتری از بیماری روانی را موجب شود. انگ درونی یک عامل خطر برای انزوای اجتماعی به ویژه در بیماران مبتلا به اسکیزوفرنی است. شکی نیست که انگ چه داخلی و چه بیرونی تأثیر خود را در امر جستجوی کمک خواهد گذاشت. یادآوری می‌کند که انگ همچنان یک ساختار پیچیده‌است. افرادی که تحت تأثیر آن قرار گرفته‌اند و همچنین ننگ نشان می‌دهند، شامل مؤلفه‌های عمومی، خود و ساختاری همان‌طور که در ساختارهای مراقبت‌های بهداشتی گفته شد. شکی نیست که انگ به‌طور مستقیم افراد مبتلا به بیماری روانی و همچنین سیستم پشتیبانی، شبکه ارائه دهنده و منابع جامعه را تحت تأثیر قرار می‌دهد.
پیشنهاد شده‌است که برای کاهش انگ، سیاست‌های عمومی باید تغییر کند. صحبت با بیماران روانی منجر به تغییر مثبت در نگرش افراد می‌شود و نگرش‌ها را در جهت مثبت تری تغییر می‌دهد.

### انگ در کووید-۱۹
هنگام شیوع بیماری جدید، شایعات و اطلاعات غلط شایع می‌شوند. کلیشه‌هایی به سرعت در مورد افرادی که به این بیماری مبتلا هستند یا ممکن است مبتلا شوند ایجاد می‌شود. به عنوان مثال، در ایالات متحده و اروپا، افراد آسیایی با شک و تردید تحت درمان قرار گرفته و سرزنش می‌شوند، حتی با اینکه آنها احتمال بیشتری برای انتشار ویروس نسبت به جمعیت عمومی ندارند. همچنین، برخی افراد نگران این هستند که افرادی که اخیراً قرنطینه را تمام کرده‌اند، ناقل باشند، با اینکه هیچ مدرکی در این مورد وجود ندارد.

#### اثرات انگ
- باعث افزایش نگرانی در جامعه می‌شود.
- افراد مبتلابه بیماری به دنبال درمان نمی‌روند.
- منجر به تبعیض می‌شود.[۱]
- انگ می‌تواند باعث شود افراد احساس انزوا و تنها شدن کنند. وقتی دوستان و سایر افراد جامعه از ترس مبتلا شدن از آنها دوری می‌کنند، ممکن است احساس افسردگی، صدمه دیدن و عصبانیت کنند.
- می‌تواند از بسیاری جهات به سلامتی و بهزیستی مردم آسیب برساند. افراد مورد انگ غالباً ممکن است از منابع مورد نیاز خود برای مراقبت از خود و خانواده‌هایشان در طی یک بیماری همه‌گیری محروم شوند.
- آنها ممکن است از فرصت‌های شغلی و تحصیلی محروم شوند.
- ممکن است از دسترسی به مسکن مناسب و مراقبت‌های بهداشتی منع شوند.
- ممکن است مورد خشونت کلامی، عاطفی و جسمی باشند.[۱۶]

## انگ نامرئی
انگهای نامرئی به عنوان «خصوصیات فردی که کم کنندهٔ ارزش اجتماعی است، اما به راحتی برای دیگران قابل رویت نیست» تعریف شده‌اند، مانند داشتن گرایش جنسی انگ آفرین، هویت جنسی، مذهب، انجمن LGBT، بارداری زودرس، بیماری و غیره. وقتی فردی انگ نامرئی دارد، باید تعیین کند که چگونه و چه زمانی انگ خود را آشکار کند و اگر انگ خود را آشکار کند و اینکه آیا افراد دیگر آن را قبول می‌کنند؟

## مدیریت انگ نامرئی
افراد دارای انگ نامرئی می‌توانند برای مدیریت هویت خود هنگام تعامل با دیگران، استراتژی‌های عبور یا آشکار را انتخاب کنند. استراتژی‌های عبوری شامل استراتژی‌هایی است که انگ نامرئی را از دیگران مخفی می‌کند، از جمله جعل و پنهانکاری. استراتژی‌های آشکار کننده شامل استراتژی‌های مدیریت هویت است که به دنبال آشکار کردن نکات نامرئی برای دیگران است، مانند عادی سازی و تمایز.

### عبور کردن
عبور کردن را می‌توان به عنوان «یک عملکرد فرهنگی تعریف کرد که به موجب آن یکی از اعضای گروه اجتماعی تعریف شده به عنوان دیگری به منظور بهره مندی از امتیازاتی که به گروه غالب داده می‌شود، نقاب می‌گیرد.» به عبارت دیگر، گذر کردن صرفاً انتخاب این است که انگ نامرئی شخص فاش نشود تا به نظر برسد بخشی از گروه غالب است. کسانی که عبور می‌کنند باید به‌طور مداوم از نشانه‌های اجتماعی آگاه باشند تا از افشای اتفاقی درمورد هویت پنهان خود جلوگیری کنند. افراد ممکن است برای عبور یا پنهان کردن ننگ نامرئی خود در چندین استراتژی را پیش بگیرند. این استراتژی‌ها شامل جعل، پنهان سازی و احتیاط است.

#### جعل
استراتژی جعل شامل ارائه هدفمند اطلاعات دروغین دربارهٔ خود به منظور پنهان کردن انگ نامرئی شخص است. افرادی که از این استراتژی استفاده می‌کنند از فریب برای ایجاد هویت کاذب استفاده می‌کنند تا از آشکار شدن صفت ننگین خود جلوگیری کنند. در تحقیقات مربوط به اشخاص لزبین، همجنسگرا، دوجنسگرا و تراجنسیتی (LGBT)، وودز یک استراتژی مشابه با نام جعل را شناسایی کرد که صرفاً اقدام به ساختن یک هویت دگرجنسگرای کاذب است. دگرباشان جنسی حتی ممکن است تا جایی پیش بروند که وانمود کنند که یک شریک جنسی دگرجنسگرا دارند.

#### پنهانکاری
استراتژی پنهان‌کاری شامل اقدامات پیشگیرانه برای جلوگیری از کشف سایر خصوصیات شخصی از ترس است که ممکن است انگ نامرئی فرد را آشکار کند. افرادی که از این استراتژی استفاده می‌کنند، مانند افرادی که از استراتژی جعل استفاده می‌کنند، از فریب استفاده نمی‌کنند، اما بازهم نقش مؤثری در محافظت دقیق خود از افشای اطلاعات شخصی می‌گیرند. در تحقیقات مربوط به افراد دگرباشان جنسی، وودز استراتژی بسیار مشابهی به نام اجتناب را مشخص کرده‌است که به سادگی فاش نمی‌شود و هیچ گونه اطلاعاتی در مورد هویت جنسی فرد ارائه نمی‌شود.

### آشکار شدن
وقتی شخصی تصمیم می‌گیرد که انگ خود را نشان دهد. افراد ممکن است انگ خود را با میزان متفاوتی نشان دهند. به عنوان مثال، فرد ممکن است انگ خود را برای همه یا برخی از افراد آشکار کند. این استراتژی‌ها شامل علامت دهی، عادی سازی و تمایز است.

#### علامت دهی
استراتژی علامتدهی مستلزم پرهیز از افشای کامل انگ نامرئی شخص نسبت به همکاران خود است. افرادی که از این استراتژی را استفاده می‌کنند، تمایل دارند سیگنال‌هایی را برای همکاران خود ارسال کنند بدون اینکه قصد فاش کردن کامل داشته باشند. نمونه‌هایی از سیگنال‌ها ممکن است شامل استفاده از عبارات خاص و سمبلهای مختص یک گروه دارای انگ، است.

#### عادی سازی
استراتژی عادی سازی شامل آشکار کردن انگ نامرئی شخص است و سپس به حداقل رساندن اهمیت آن بصورتیکه طبیعی بنظر برسد

#### تمایز
استراتژی تمایز نه تنها آشکار کردن انگ است بلکه تأکید بر آن و نحوه تمایز از دیگران است. افرادی که از این استراتژی استفاده می‌کنند، سعی می‌کنند با ارائه هویت خود در مقایسه با دیگران، قضاوت ناعادلانه را از بین ببرند.

### عواقب

#### پیامدهای عبور
مسئله اصلی که از عبور ناشی می‌شود این است که فرد احساس می‌کند که در مورد خود صادق نیست که باعث ایجاد احساس درونی آشفتگی می‌شود و منجر به فشار روانی برای شخص مورد انگ می‌شود. علاوه بر این، ترس‌های مرتبط با آشکار شدن انگ منجر به عواقب منفی در محل کار، از جمله کاهش رضایت شغلی می‌شود. عواقب بین فردی نیز می‌تواند ایجاد شود بصورتیکه فرد روابط اجتماعی پرتنش، انزوای اجتماعی و فرصت‌های کمتر را تجربه کند.

#### پیامدهای آشکار شدن
اگرچه آشکارسازی می‌تواند تأثیر مثبت در کاهش فشار روانی داشته باشد، اما پیامدهای منفی نیز دارد. مانند رفتارهای تبعیض آمیز و دارای تعصب است. اما اگر فردی بتواند تحولات اجتماعی ایجاد کند و ناسازگاری خود را با آشکار کردن ننگ خود کاهش دهد، آشکار شدن در محل کار ممکن است در طولانی مدت ارزش ریسک را داشته باشد. توجه به این نکته نیز ضروری است که آشکارسازی همیشه یک فعالیت داوطلبانه نیست. به عنوان مثال، افراد معلول که نیاز به اسکان در محل کار دارند، باید ماهیت ناتوانی خود را برای به دست آوردن مزایا فاش کنند.